# ترموپیل

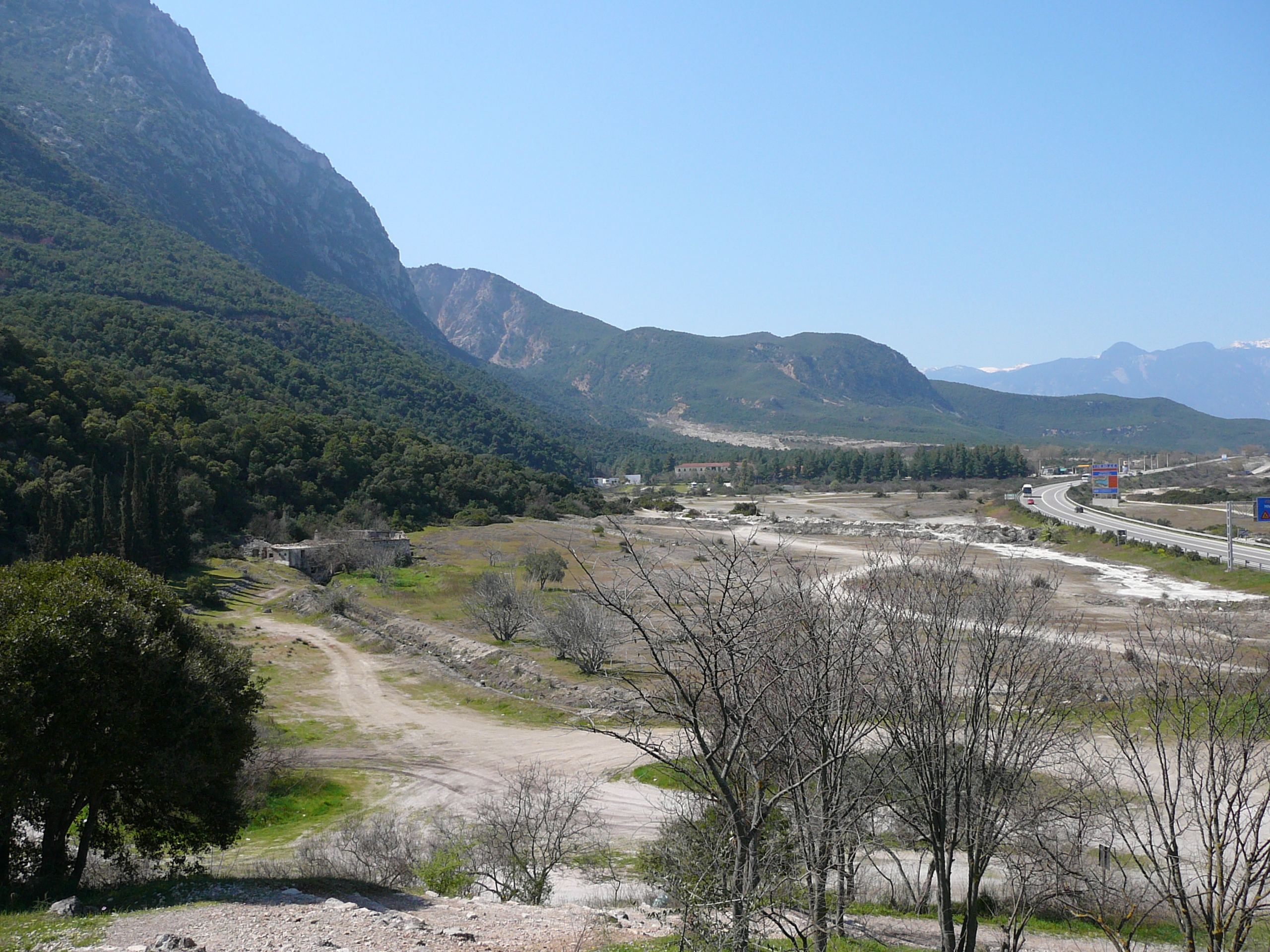
نمای گذرگاه ترموپیل از جانب دیوار فوکیون. در روزگار باستان، خط ساحلی بسیار نزدیک‌تر به کوه بوده‌است.

ترموپیل (به یونانی باستان: Θερμοπύλαι؛ به معنی: دروازه‌های گرم) مکانی در یونان است که در عهد باستان، گذرگاه ساحلی باریکی در آنجا وجود داشته‌است. نام ترموپیل از چشمه‌های آب گرم گوگردی موجود در آنجا نشأت گرفته‌است. «دروازه‌های گرم» همچنین «محل چشمه‌های آب گرم و ورودی غار مانند هادس» نیز می‌باشد.
عمده شهرت ترموپیل به واسطهٔ نبرد ترموپیل است که بین نیروهای یونانی (شامل اسپارتیان) و ایرانی در این محل رخ داد که منجر به فتح آتن شد.
سنگ‌نوشتهٔ مشهور زیر بر قبر سربازان
یونانی مولود آن است:
| برو اسپارتیان را بگوی، ای رهگذر غریبه |  | متعهد به فرامینشان، هستیم ما اینجا خفته |